# Сестра Ниведита
Сестра Ниведита (имя при рождении Маргарет Элизабет Нобль; 28 октября 1867, Данганнон, Ирландия — 13 октября 1911, Дарджилинг, Британская Индия) — общественный и культурный деятель ирландского происхождения, просветительница, участница Индийского освободительного движения.

## Биография

### Ранние годы
Маргарет Нобль родилась 28 октября 1867 года в ирландском городе Данганнон в семье священника. В возрасте 10 лет она осталась без отца. Перед смертью Сэмьюэль Нобль сказал жене: «Когда Небеса призовут, позволь Маргарет идти. Она должна проявить свои таланты и творить великие дела». Вскоре Мери Нобль переехала с детьми к своим родителям, которые окружили их любовью и вниманием, хотя и держали в строгости. Именно в это время Маргарет, глядя на своего деда, который был одним из лидеров освободительного движения Ирландии, приобрела такие свои качества, как патриотизм и мужество.
Окончив в 1884 году школу в Лондоне, девушка стала учительницей. Хорошо понимая, что дети больше любят играть, чем учиться, Маргарет все время старалась сделать свои уроки не только полезными, но и интересными. Через 8 лет она уже была известна как блестящий учитель и смогла основать свою собственную школу в Уимблдоне. Маргарет также вела активную общественную жизнь, и её имя было хорошо знакомо лондонской интеллигенции. Она участвовала в церковных мероприятиях, была видной деятельницей группы «За освобождение Ирландии», секретарем Клуба, в который входил Бернард Шоу, писала статьи в журналы и газеты, читала лекции о психологии детства и правах женщин.

### Посвящение
В 1895 году Маргарет по приглашению подруги пришла на встречу с известным индийским философом Свами Вивеканандой. Его личность и его идеи настолько увлекли девушку, что в 1898 году она последовала за ним в Индию, чтобы использовать свои незаурядные педагогические способности для реализации просветительских проектов свами. Вивекананда лично пришел встретить её в порту Калькутты. Она быстро освоилась в городе, где ей предстояло жить и работать, и сразу начала учить бенгальский язык, что было совершенно необходимо для завоевания доверия и симпатии местных жителей.
Через две недели в Индию прибыли и две другие американские ученицы свами: миссис Сара Булл и мисс Джозефин МакЛеод, которые быстро подружились с Маргарет. Их дом стал настоящим ашрамом. Каждый день Свами Вивекананда приходил туда, один или со своими братьями-монахами, и часами занимался с девушками. Он говорил об Индиию, её истории, святых и героях, эпосах и Пуранах, поэтах и архитекторах, скульпторах и художниках, и, главное, о её великой мудрости. Одновременно Свами подверг Маргарет суровой нравственной дисциплине, в результате которой она должна была стать истинно индийской женщиной с соответствующими мыслями и привычками.
18 марта 1898 года Свами публично представил Маргарет местным жителям, назвав её «лучшей жемчужиной Британской короны, которую Англия приносит в дар Индии».
25 марта 1898 года Маргарет Нобль была посвящена в брахмачарью. Она получила имя Ниведита, что значит «Посвященная», став первой западной женщиной, допущенной в индийский монашеский орден.
Летом Вивекананда отправился в Гималаи, в Альмору, взяв с собой группу ближайших учеников. Это путешествие дало Ниведите бесценный опыт общения с простыми индийцами, глубокое понимание индийской культуры. Там она впервые начала постигать таинство медитации. Ниведита сопровождала Свами и в паломничестве в Амарнатскую пещеру, где перед ледяным изваянием Вивекананде было видение Шивы.

### Просветительская и социальная работа
13 ноября 1898 года Ниведита в арендованном коттедже открыла свою небольшую школу. Преодолевая непонимание и предрассудки местных жителей, она с трудом набрала несколько девочек разных возрастов. Ей пришлось учить их не только чтению, письму, рисованию и скульптуре, но и шитью, элементарным правилам гигиены, уходу за детьми и больными.
Отношения Ниведиты с местными жителями начали постепенно меняться. Её глубокая и искренняя любовь ко всем окружающим людям растопила лед в сердцах индийцев, и вскоре для каждого в северной Калькутте она стала сестрой Ниведитой.
В марте 1899 года в городе вспыхнула эпидемия чумы, быстро распространявшаяся по городу и ежедневно уносившая сотни жизней. Чтобы спасти город из этих смертоносных объятий, Ниведита чистила канавы, мела улицы и убирала мусор. Она также размещала в английских газетах воззвания о помощи, раздавала несчастным памятки о мерах предосторожности. Личный пример самоотверженности и участия помог ей преодолеть привычную пассивность бенгальской молодежи и собрать группу добровольцев, чтобы организованно бороться с чумой. Отряды её ревностных и преданных сотрудников во всех уголках города чистили улицы и ухаживали за заболевшими. Она и сама ходила по домам зараженных, часами находясь с ними рядом и щедро даря им свою любовь и утешение. Так, часто рискуя жизнью, она смогла спасти сотни людей. Все это время Ниведита ела только молоко и фрукты, а иногда отказывалась даже от молока, чтобы купить лекарства для больных. Поэтому, когда через тридцать дней чума начала отступать, здоровье самой Ниведиты оказалось серьёзно подорванным.

### Деятельность в Европе и Америке
В июне 1899 года, чтобы собрать денег на школу, которая отчаянно нуждалась в средствах, она едет в Европу, а затем — в Америку. Прибыв в Новый Свет, Ниведита сразу поняла, что сбор средств придется отодвинуть на второй план. Ей предстояла куда более сложная задача: познакомить американцев с Индией и её великой культурой.
Под влиянием блестящего выступления Вивеканады перед Всемирным съездом религий в 1893 году, а также растущей популярности индуизма и веданты в Европе и Америке, христианские миссионеры усилили свою антииндийскую пропаганду. При этом они намеренно преувеличивали бедность, невежество и предрассудки Индии, описывали её как дикую страну с изуверскими обычаями, не имеющую право на самостоятельный выбор своего пути.
Чтобы показать американской аудитории истинное положение дел в Индии, Ниведита должна была задействовать все своё ораторское искусство и все свои знания. Она отправилась в тур по штатам, выступая перед большими собраниями и рассказывая им о современной Индии, её великом прошлом, культурном и духовном наследии, а также об истинных причинах её бедствий. Живым языком в ярких красках описывая индийскую историю, религии и священные писания, Ниведита приоткрывала саму душу страны и заставляла слушателей усомниться в правдивости слухов о ней.

### Новый дом
В 1901 году Ниведита вернулась в Индию. Прибыв в Калькутту, она сняла помещение в доме № 17 на Босепара лейн, который с этого момента стал её жилищем, работой, а также местом паломничества интеллигенции и видных деятелей политического движения за освобождение страны. Примерно в это время к Ниведите присоединилась Кристин Гринштидель, молодая девушка, приехавшая из Германии.
Школа снова начала свою работу. На этот раз учиться приходили не только девочки, но и их матери. Обеспечивать работу школы было крайне сложно, и часто Ниведита и Кристин испытывали крайнюю нужду.

### Культурная и политическая деятельность
1902 год стал самой мрачной страницей в жизни Маргарет. В ночь на 3 июля 1902 года ушел из жизни Свами Вивекананда. Это известие ввергло Ниведиту в глубочайшее горе. Но плакать и отчаиваться было не в характере Маргарет, и, оставив в стороне собственные страдания, она все свои силы посвятила служению своему Учителю и его идеям.
Все индийское стало теперь для неё объектом любви и почитания, а освобождение страны — делом всей жизни. Имя Ниведиты стало известно по всей Бенгалии. С призывами к свободе и независимости она выступала перед огромными собраниями в Бомбее, Мадрасе, Нагпуре, Патне, Бенаресе и Лакхнау. Британцев возмущали её действия, но они не рисковали предпринимать что-либо против неё. Напротив, несколько известных подданных Короны, таких как Джеймс Макдональд, избранный впоследствии премьер-министром Великобритании, и леди Минто, чей муж стал вице-королём Индии, посетили её школу, дав высокую оценку проводимой там работе по просвещению индийских женщин.
Ниведита произвела революцию в бенгальской культуре. Она поддерживала научные исследования Д. Ч. Боса, неоднократно помогала ему найти необходимые средства и должное признание у Британского Правительства. Впоследствии в основанном им исследовательском институте Бос установил в память о Ниведите изображение ведущей вперёд женщины со светильником в руке.
Ниведита вдохновляла и индийских художников, которые до этого времени лишь копировали западные образцы, на возвращение к историческим корням и канонам. Она поддерживала одаренных художников, таких как Абаниндранат Тагор, Нандалал Бош, Асит Халдар, иногда даже оказывая им финансовую помощь. Благодаря её участию они смогли совершить паломничества в Аджанту, Эллору и другие центры исконно индийского искусства для того, чтобы вдохновиться творениями великих индийских художников прошлого. Большое влияние Ниведита оказала и на известного тамильского поэта Субрахманью Бхарати, хотя их встреча, состоявшаяся в 1906 году, была очень короткой.
Она писала книги, рассказывающие индийцам об их собственном искусстве, поддерживала в целях сохранения национальной самобытности древние ритуалы, почитание идолов, религиозные фестивали и священные праздники, защищала уникальные священные писания, возвышенные эпосы и Пураны. В конце концов, ей удалось научить индийцев гордиться всеми бесценными сокровищами культуры, которых до этого они только стыдились. Под её благотворным влиянием индийское искусство в то время переживало свой расцвет.
Жизнь Ниведиты превратилась в бесконечную череду политических консультаций и кампаний, общественных собраний и выступлений, написания книг и ведения обширнейшей переписки. Круг её друзей, последователей и почитателей рос день ото дня. Она стала любимой дочерью Святой Матери (Шри Шарада Деви, жены Рамакришны), объектом уважения и любви ближайших учеников Рамакришны, неиссякаемым источником вдохновения Рабиндраната Тагора, другом и идеологом видных деятелей освободительного движения и настоящим идолом для индийской молодежи. Великие лидеры нации Бал Гангадхар Тилак и Махатма Ганди приходили к ней, чтобы выразить своё уважение.
Все это не только занимало её время, но и отнимало силы. Трудясь без отдыха, Ниведита была настолько измучена, что в 1905 году серьёзно заболела. Едва поправив здоровье, она, нисколько не заботясь о себе, вновь продолжила работу, приняв активное участие в агитации против разделения Бенгалии Британским Парламентом.

### Последние годы жизни
В 1906 году на Восточную Бенгалию обрушилось разрушительное наводнение, за которым последовал голод. В стремлении помочь страдающим от голода и стихии людям, не обращая внимание на собственное плохое самочувствие, Ниведита многие мили шла по залитым водой местностям, обходя одну деревню за другой. Этот самоотверженный труд в тяжелейших условиях окончательно ухудшил её здоровье, а к изначально болезненному состоянию добавилась ещё и малярия.
Последние годы своей жизни Ниведита преимущественно провела в Европе и Америке, продолжая работать ради освобождения Индии. В 1909 году она вернулась на свою вторую родину, где и скончалась в Дарджилинге на рассвете 13 октября 1911 года. На её скромном могильном памятнике у подножия Гималаев высечена простая эпитафия: «Здесь покоится сестра Ниведита, которая все отдала ради Индии».
По завещанию Ниведиты её имущество, деньги и права на рукописи были переданы в монастырь Белура для просвещения индийских женщин, а основанная ею школа до сих пор дает тысячам девочек и девушек возможность получить по-настоящему национальное образование.

## Литературные труды Ниведиты
- Kali the Mother
- Studies From an Eastern Home, 1913
- Footfalls of Indian history, by Sister Nivedita (Margaret E. Noble). London, New York, Longmans, Green, 1915
- An Indian study of love and death, by the Sister Nivedita of Ramakrishna-Vivekananda. London, New York, Longmans, Green, 1908
- The master as I saw him; being pages from the life of the Swami Vivekananda. London and New York, Longmans, Green and co., 1910
- Myths of the Hindus & Buddhists; with thirty-two illustrations in colour by Indian artists under the supervision of Abanindro Nāth Tagore, C. I. E. New York, H. Holt & company, 1914)
- Religion and Dharma; with a preface by S. K. Ratcliffe. London : Longmans, Green and co., 1915
- Select essays of Sister Nivedita Madras, Ganesh & co., 1911
- Studies from an Eastern home, by the Sister Nivedita (Margaret E. Noble) with a prefatory memoir by S. K. Ratcliffe and a portrait. London, New York [etc.] Longmans, Green and co., 1913
- The web of Indian life, by the Sister Nivedita (Margaret E. Noble) of Ramakrishna-Vivekananda. With an introd. by Sir Rabindranath Tagore. London, Longmans, Green, 1918)
- Cradle Tales of Hinduism. Longmans, 1907.
- Civic & National ideals. Udbodhan Office, 1929.
- Solving Children’s Day-to-day Problems (ISBN 8178061716)
- Siva and Buddha
- Aggressive Hinduism
- Swamiji and His Message (ISBN 0-7025-0098-4)
- My India My People